# London Bridge is Falling Down

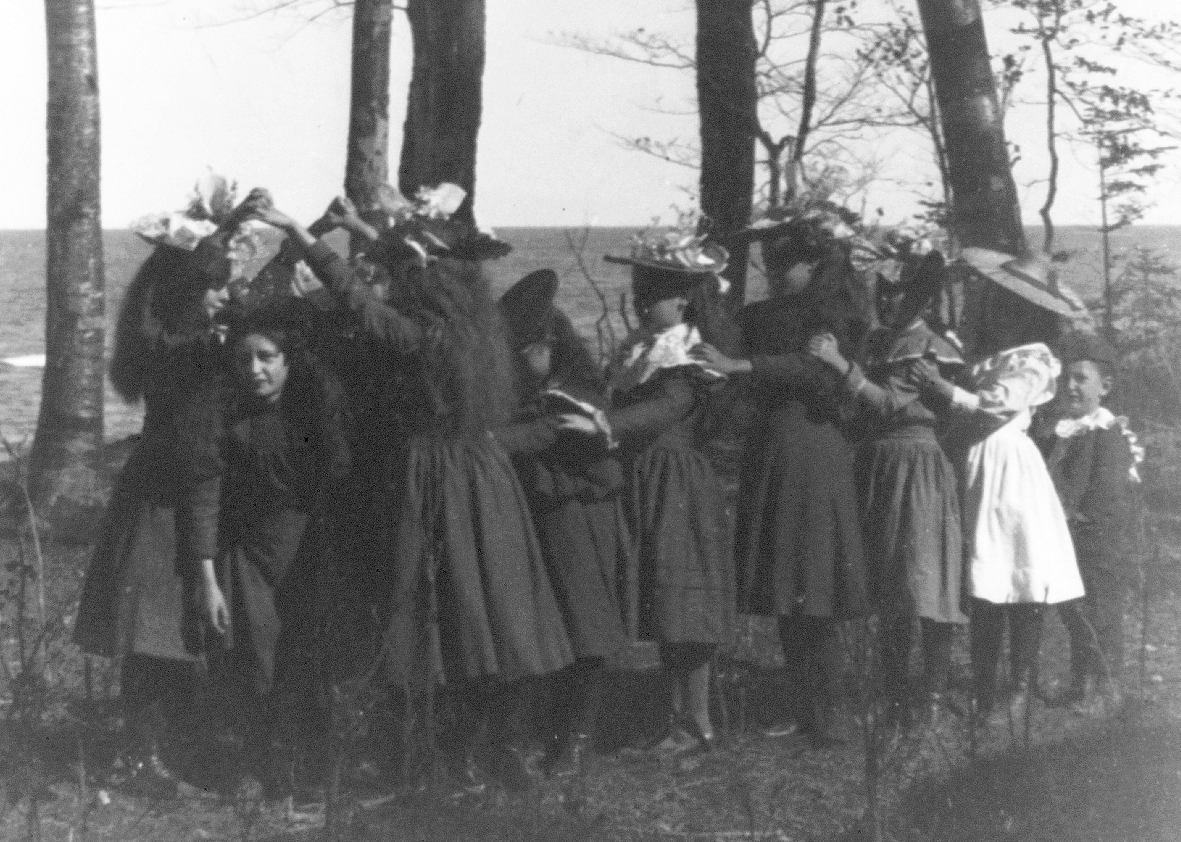
Flickor som leker "London Bridge is Falling Down" 1898.

"London Bridge is Falling Down", Roud 502, är en berömd barnvisa från England. Den äldsta kända referensen till sången är från 1659.
Det är oklart vad texten egentligen syftar på. Ursprunget kan vara en händelse från 1014 (eller 1009), då den då enda bron över floden Themsen i centrala London ska ha förstörts av vikingar ledda av Olof den helige. I Samuel Laings översättning av Heimskringla inleds Ottar svartes Huvudlösen med raden "London Bridge is broken down", men det är troligt att Laing låtit den bekanta barnvisan ligga till grund för formuleringen; i förlagan omnämns bron först senare. Händelsens historicitet har ifrågasatts, men de flesta historiker menar att den relativt samtida beskrivningen är att betrakta som mer eller mindre trovärdig. Det skulle i så fall vara det enda dokumenterade tillfälle då London Bridge faktiskt "fallit ner".
Sången kan användas i en lek, där några av de lekande bildar en bro, liknande till exempel "Bro bro breja", som de andra går under, tills bron faller ned och någon blir infångad.
Melodin används av barn runtom i världen, många gånger med hänvisningar till helt andra broar. En vanlig variant i Sverige är "Västerbron har rasat ner".

## Eftermäle och populärkultur
- Refrängen till sången "My Whole World is Falling Down", inspelad av Brenda Lee 1963, är baserad på "London Bridge is Falling Down".[8]

### Fotnoter
1. ↑  Gibson, Michael (1972). The Vikings. London: Wayland. sid. 72. ISBN 0-85340-164-0
2. ↑  Rebecca Richerson. ”The Many Versions of London Bridge” (på engelska). Nicholls State University. Arkiverad från originalet den 4 juli 2018. https://web.archive.org/web/20180704130447/https://www.nicholls.edu/art-dhc/2004essay11.html. Läst 4 juli 2018.
3. ↑  Clark, John (2002). ”London Bridge and the archaeology of a nursery rhyme” (på engelska). London Archaeologist 9:  sid. 338-340. Arkiverad från originalet den 21 juli 2013. https://web.archive.org/web/20130721134632/http://ads.ahds.ac.uk/catalogue/adsdata/arch-457-1/dissemination/pdf/vol09/vol09_12/09_12_338_340.pdf. Läst 9 augusti 2019.
4. ↑  Hagland, Jan Ragnar; Watson, Bruce (2005). ”Fact or folklore: the Viking attack on London Bridge” (på engelska). London Archaeologist 12:  sid. 328-333. Arkiverad från originalet den 2 december 2012. https://web.archive.org/web/20121202201246/http://ads.ahds.ac.uk/catalogue/adsdata/arch-457-1/dissemination/pdf/vol10/vol10_12/10_12_328_333.pdf. Läst 9 augusti 2019.
5. ↑  Monsen, Erling. Heimskringla or the Lives of the Norse Kings. Dover Publications, Inc. ISBN 978-0-486-26366-3
6. ↑  ”Leker alla barn likadant?”. Illustrerad vetenskap. 1 september 2009. Arkiverad från originalet den 4 juli 2018. https://web.archive.org/web/20180704123855/https://illvet.se/kultur/leker-alla-barn-likadant. Läst 4 juli 2018.
7. ↑  Janerik Larsson (19 september 2020). ”Det är inte bara broarna i London som faller” (på svenska). Svenska Dagbladet. https://www.svd.se/a/Ln0m5q/det-ar-inte-bara-broarna-i-london-som-faller. Läst 11 november 2024.
8. ↑  Michael Jack Kirby. ”Brenda Lee” (på engelska). Wayback Attack. http://www.waybackattack.com/leebrenda.html. Läst 4 juli 2018.